# Задорожний (Тоцький район)
Задоро́жний (рос. Задорожный) — селище у складі Тоцького району Оренбурзької області, Росія.

## Населення
Населення — 246 осіб (2010; 362 у 2002).
Національний склад (станом на 2002 рік):
- росіяни — 63 %